# Barrière d'Ivry
La barrière d'Ivry était une barrière d'octroi de l'enceinte des Fermiers généraux.
On la confond souvent avec la barrière des Deux-Moulins qui se trouvait sur le boulevard de l'Hôpital.

## Situation
Cette barrière se trouvait à la limite Sud de l'actuelle place Pinel, dans la continuité de la Grande rue d'Austerlitz en s'ouvrant sur l'actuel boulevard Vincent-Auriol et donnant sur la rue Nationale alors sur la commune d'Ivry,.

## Historique
En 1818 après que le village de guinguettes appelé « village d'Austerlitz »  fut enclavé dans Paris, le mur d'enceinte qui était alors sur le boulevard de l'Hôpital fut reporté au-delà des rues Bruant et Bellièvre.
La barrière des Deux-Moulins fut alors reculée sur le nouveau tracé et prit le nom, indiqué sur les plans, de barrière d'Ivry que le peuple du faubourg Saint-Marceau continua toutefois à appeler « barrière des Deux-Moulins ».

Situation de la barrière d'Ivry
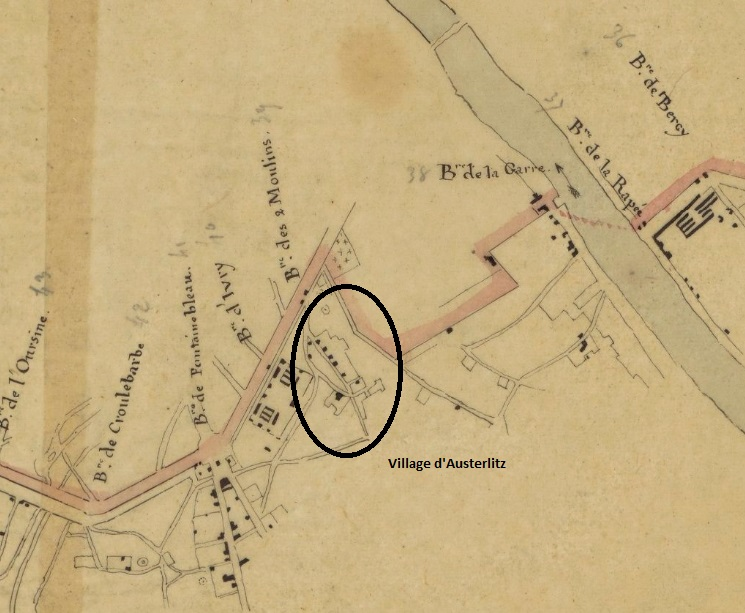
Village d'Austerlitz et mur des Fermiers Généraux vers 1800
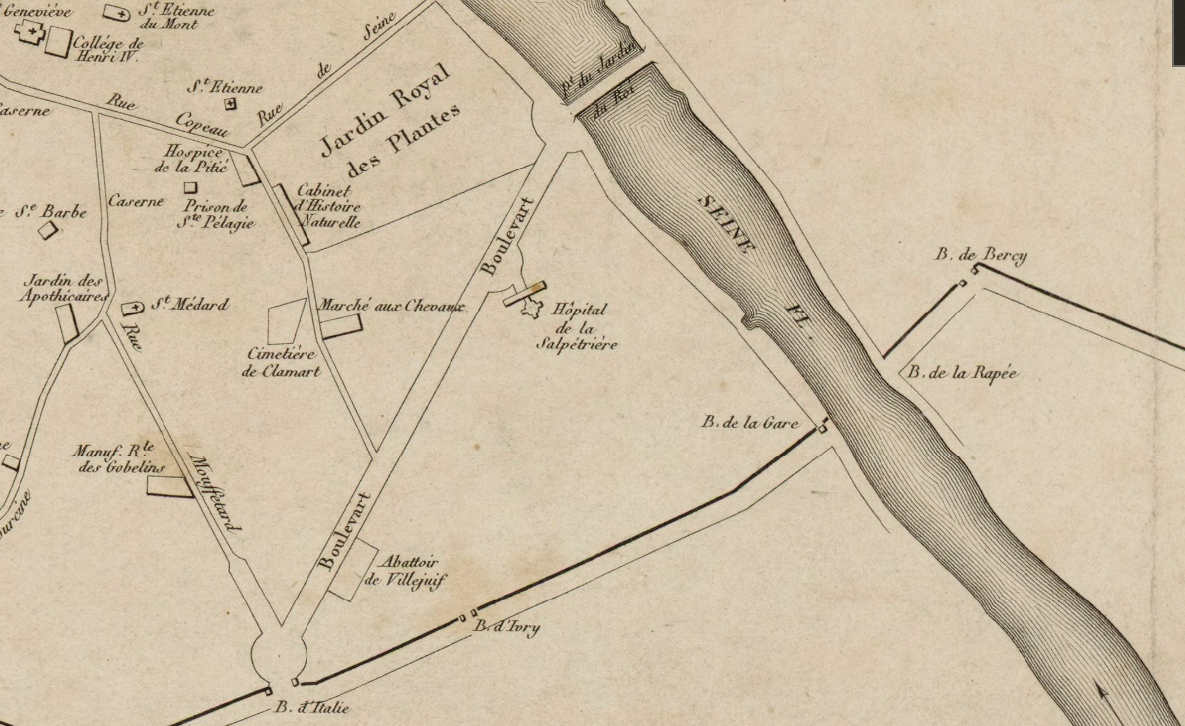
Emplacement de la barrière d'Ivry.
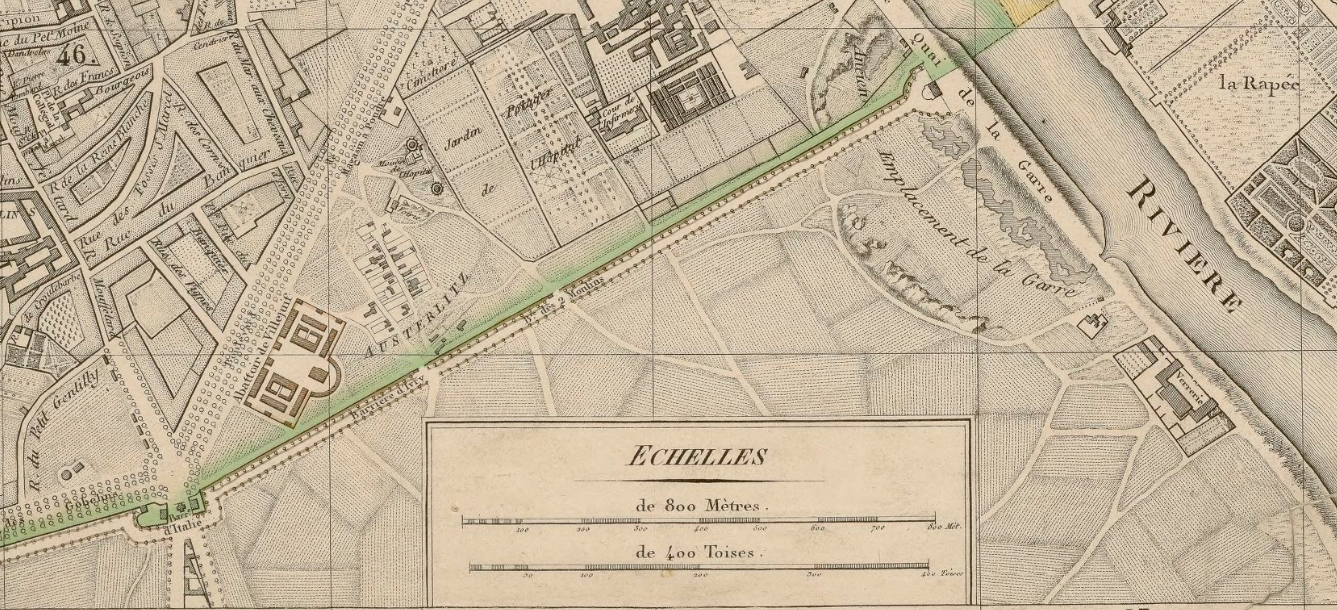
Emplacement de la barrière d'Ivry en 1821.
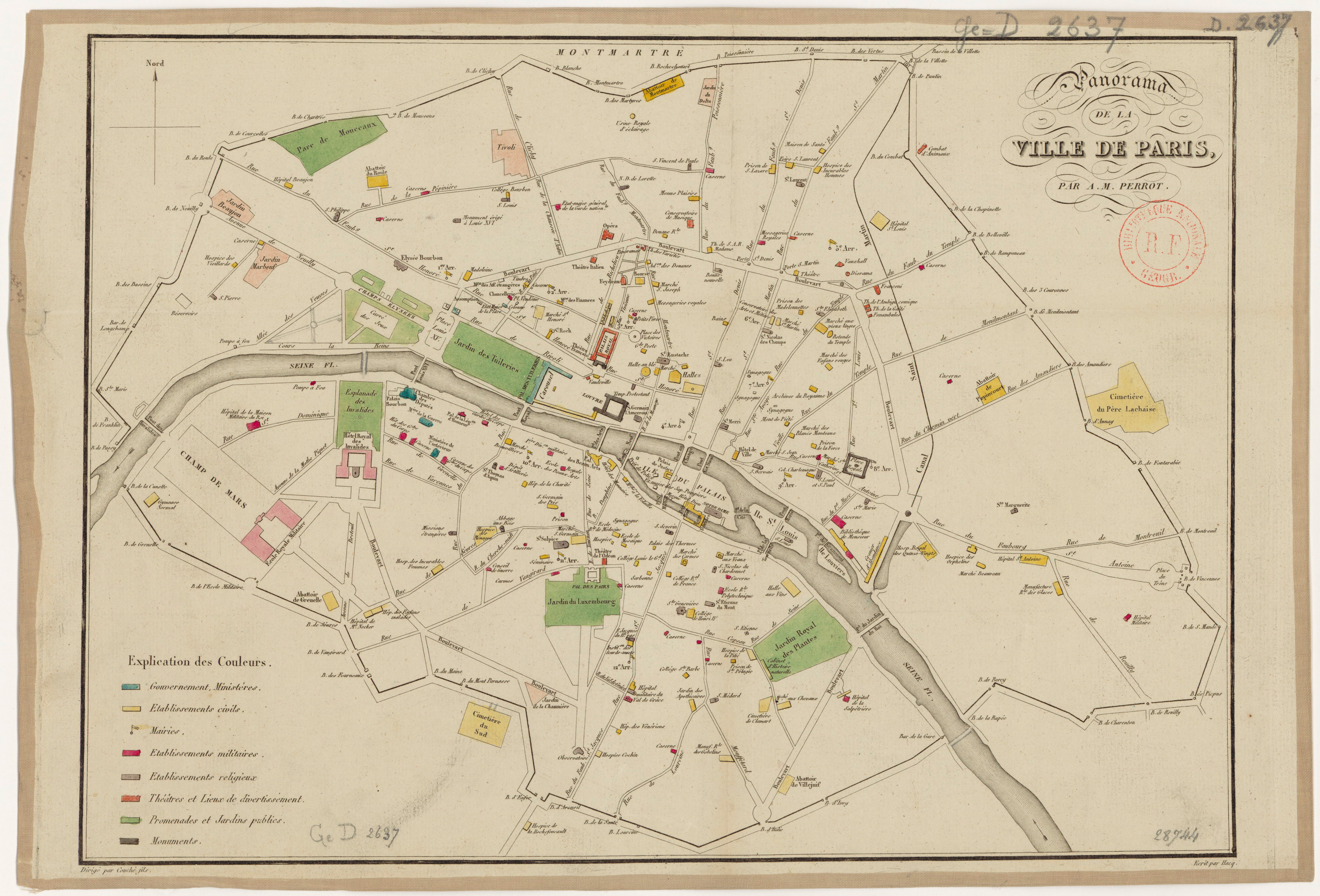
Le tracé du mur des Fermiers généraux.